# نعيمة لعودي
نعمة لعودي (بالإنجليزية: Naïma Laouadi؛ وُلدت في 15 فبراير 1976) هي لاعبة كرة قدم جزائرية سابقة ومدربة حالياً. لعبت في مركز الوسط وكانت جزءًا من منتخب الجزائر لكرة القدم للسيدات.

## مسيرتها مع الأندية
لعبت لعودي في أندية إيفرو إيه سي وسلتيك مارسيليا في فرنسا.

## مسيرتها الدولية
مثلت لعودي منتخب الجزائر في منافسات كأس الأمم الإفريقية للسيدات في نسختي 2004 و2006.

## روابط خارجية
- [صفحة في الفيسبوك](https://www.facebook.com/100005971394623)
- [حسابها على إنستغرام](https://www.instagram.com/naimalaouadi)